# Osiecze (Trzcińsko-Zdrój)
Osiecze (deutsch Neuhof) ist ein Dorf in der Gmina Trzcińsko-Zdrój, in der polnischen Woiwodschaft Westpommern.